# Referéndum sobre la Constitución de Guinea Ecuatorial en 1982
Un referéndum constitucional se celebró en Guinea Ecuatorial el 15 de agosto de 1982, siendo el primer proceso electoral realizado en el país desde el derrocamiento de Francisco Macías Nguema en 1979. La nueva constitución reemplazó al documento de 1973 (si bien éste en la práctica se encontraba anulado desde 1979) y designó a Teodoro Obiang Nguema Mbasogo como presidente durante un mandato de siete años, además de adoptar disposiciones para la protección de los derechos humanos y una representación política limitada, a través de la Cámara de los Representantes del Pueblo. Fue aprobada por el 95.8% de votantes con una participación electoral del 93.5%.
Actualmente el 15 de agosto es un día festivo en Guinea Ecuatorial, conocido como "Día de la Constitución".

## Desarrollo
El referéndum fue convocado con diez días de antelación. El contenido de la Ley Fundamental había sido previamente dado a conocer el 2 de agosto a través de un discurso de Obiang, y la campaña tuvo una duración de ocho días. Los medios de comunicación repitieron constantemente los 157 artículos de la Ley Fundamental y se emitió en televisión un programa donde los espectadores tenían la oportunidad de realizar llamadas telefónicas a los miembros de la Comisión Constitucional sobre diferentes aspectos del articulado.  El gobierno del Consejo Militar Supremo encabezado por Teodoro Obiang Nguema enfatizó su apoyo a la carta fundamental, y en el cierre de campaña Obiang pronunció un discurso donde pidió el voto afirmativo "a nuestra programa de democratización, que incluye la participación masiva del pueblo en la toma de decisiones".  No obstante, la oposición al gobierno denunció que durante varios días el contenido del documento no se dio a conocer adecuadamente entre la población y se mostró crítica por la apresurada organización del referéndum.
Para facilitar el sufragio de los analfabetos, el gobierno dictaminó que las papeletas del voto afirmativo serían de color rosa y las del voto negativo serían de color negro. No obstante, la oposición consideró que esto era en realidad una maniobra para violar el secreto del voto.
Tras la publicación de los resultados, la oposición denunció la falta de garantías democráticas en el proceso y la poca intención del gobierno de llevar adelante una transición democrática auténtica. El secretario general de la Alianza Nacional para la Restauración Democrática (ARND), Cruz Melchor Eya Nchama, pidió a las autoridades españolas que dejasen a apoyar al régimen de Obiang Nguema. Por su parte, la Comisión Internacional de Juristas (CIJ) emitió un crítico informe para la Comisión de Derechos Humanos de las Naciones Unidas, en el que se afirmaba que "los verdaderos objetivos" del gobierno de Obiang Nguema "son los de perpetuarse en el poder e institucionalizar un sistema que le permite mantener el control total sobre la vida política del país".
Con la aprobación de la Ley Fundamental, Obiang fue automáticamente electo como Presidente de Guinea Ecuatorial para un mandato de siete años. Asumió como tal el 12 de octubre de 1982, y unos días después el Consejo Militar Supremo fue disuelto para dar paso al gobierno constitucional.

## Resultados
| Opción                             | Votos   | %    |
| ---------------------------------- | ------- | ---- |
| A favor                            | 139,777 | 95.8 |
| En contra                          | 6,149   | 4.2  |
| Votos nulos/en blanco              | 3,619   | -    |
| Total                              | 149,545 | 100  |
| Fuente: African Elections Database |         |      |